# Stacey King
Pour les articles homonymes, voir King.
Ronald Stacey King, né le 29 janvier 1967 à Lawton dans l'Oklahoma, est un ancien joueur américain de basket-ball.
Il jouait au poste de pivot et remporta trois titres de champion NBA consécutifs avec les Bulls de Chicago de 1991 à 1993.
King est actuellement commentateur des matchs des Bulls de Chicago sur la chaine de télévision Comcast SportsNet Chicago.

## Carrière
À sa sortie de l'université d'Oklahoma, King est sélectionné par les Bulls lors de la draft 1989 avec le 6e choix. Il est l'un des trois joueurs sélectionnés par les Bulls lors de cette draft (les deux autres étant B.J. Armstrong et Jeff Sanders). Il disputa quatre saisons et demie avec les Bulls avant d'être transféré lors de la saison 1993-1994 aux Timberwolves du Minnesota contre le pivot d'origine australienne Luc Longley. Il porta également les maillots des Mavericks de Dallas et des Celtics de Boston.

## Reconversion

### Entraîneur (2001–2003)
King a été nommé entraîneur-chef du Rockford Lightning de la CBA en 2001. L'équipe a atteint le match de championnat de l'ABC en 2002 avec King comme entraîneur.

### Commentateur TV (2006-présent)
King a commencé sa carrière chez CSN Chicago en tant qu'analyste de studio pour les émissions d'avant et d'après-match des Chicago Bulls. Il a occupé le poste de troisième commentateur lors des séries éliminatoires de 2006, rejoignant Johnny "Red" Kerr et Tom Dore. Il a été ajouté définitivement au cours de la saison 2007. En 2008, Tom Dore a été remplacé par Neil Funk et les tâches de Kerr ont été considérablement réduites, ce qui a conduit King à devenir le principal commentateur couleur des Bulls aux côtés de Neil Funk. King travaille actuellement comme commentateur couleur pour les émissions télévisées des Chicago Bulls sur NBC Sports Chicago.
La popularité de King en tant qu'annonceur a augmenté grâce à son grand enthousiasme ainsi qu'à ses slogans et surnoms caractéristiques. King a reçu beaucoup d'attention, en particulier pour ses appels aux moments forts de Derrick Rose lorsqu'il était avec les Bulls.